# 三重県道503号一志出家線
三重県道503号一志出家線（みえけんどう503ごう いちしでやせん）は、三重県津市を通る一般県道である。

## 概要
津市一志町田尻から津市庄田町に至る。
路線名にある「出家」は津市庄田町の小字であり、「しゅっけ」ではなく、「でや」と読む。終点の出家三叉路には道標があり、「右 榊原、左 はせ道（初瀬街道）」ときざまれている

### 路線データ
- 起点：津市一志町田尻（三重県道15号久居美杉線）
- 終点：津市庄田町（庄田交差点、国道165号交点）
- 総延長：2,636 m

## 歴史
- 1959年（昭和34年）1月25日 - 路線認定[1]。
- 1964年（昭和39年）3月31日 - 車両制限令[4]第5条第1項に基づき、「自動車の交通量がきわめて少ないと認める道路」に、全区間が指定された[5]。

## 路線状況

### 道路施設

#### 橋梁
- 中川原橋（雲出川、津市）

### 交通量
平日12時間交通量
| 地点           | 交通量  |
| -------------- | ------- |
| 津市一志町高野 | 7,364台 |

## 地理

### 通過する自治体
- 三重県
  - 津市

### 交差する道路
| 交差する道路           | 交差する場所 | 交差する場所      |
| ---------------------- | ------------ | ----------------- |
| 三重県道15号久居美杉線 | 一志町田尻   | 起点              |
| 国道165号              | 庄田町       | 庄田交差点 / 終点 |

### 沿線
- 近鉄大阪線 川合高岡駅
- 丸一木材センター
- 小渕病院
- 東光寺（曹洞宗）
- 高岡神社
- 雲出川
- 大興久居工場